# Мутињано (Терамо)
Мутињано (итал. Mutignano) је насеље у Италији у округу Терамо, региону Абруцо.
Према процени из 2011. у насељу је живело 626 становника. Насеље се налази на надморској висини од 295 м.